# Kult svatých

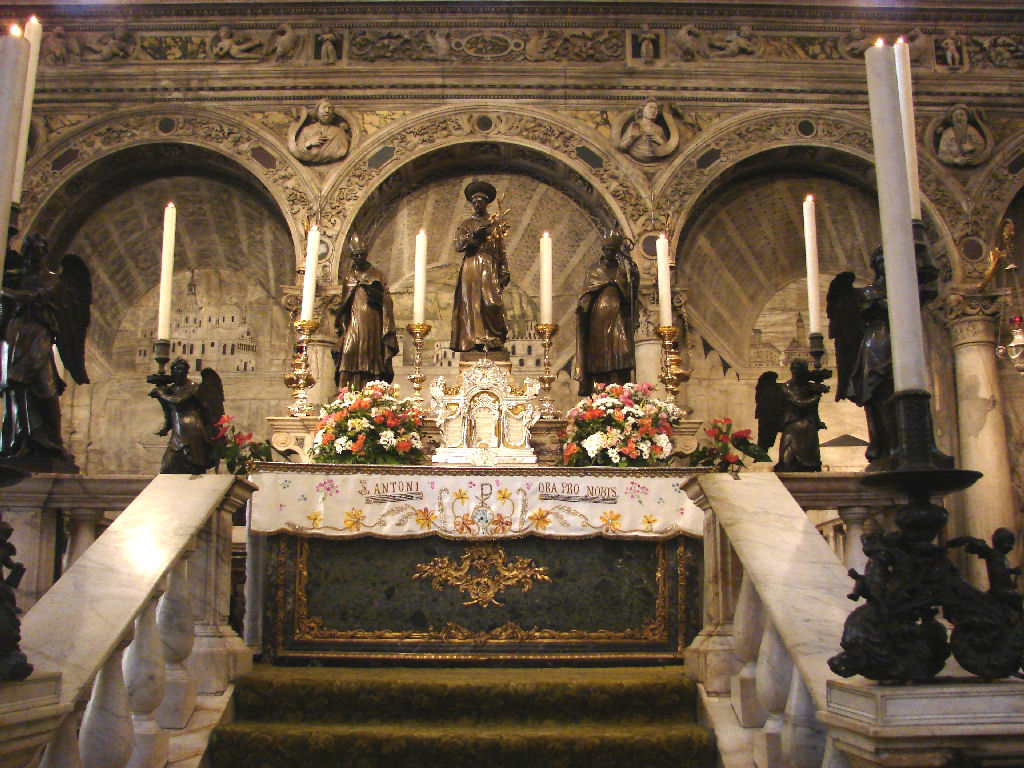
Hrob svatého Antonína z Padovy, Itálie (uctění hrobu svatého).

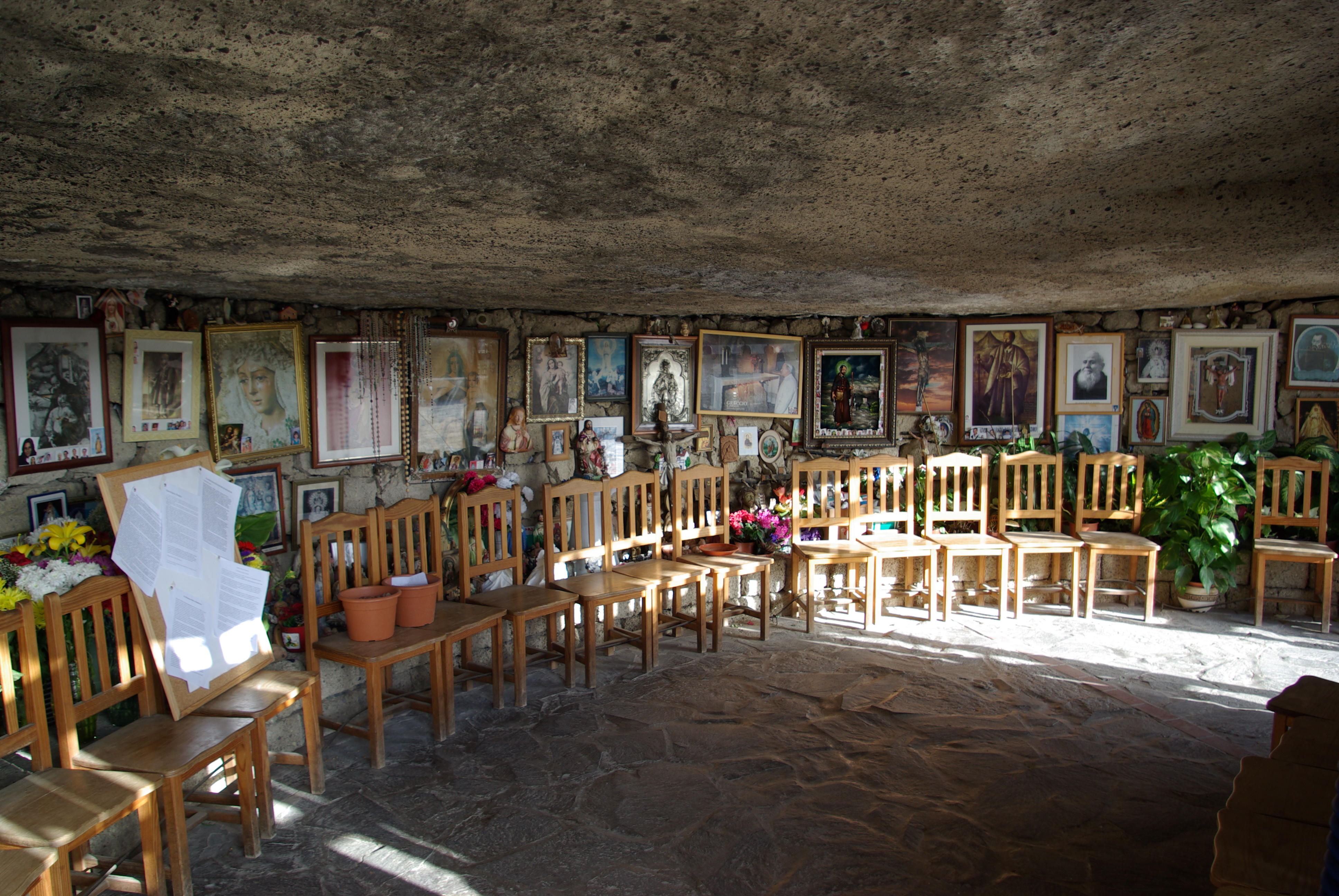
Jeskyně svatého Pedra de Betancur na Tenerife, Španělsko (uctění místa spojeného se svatým).

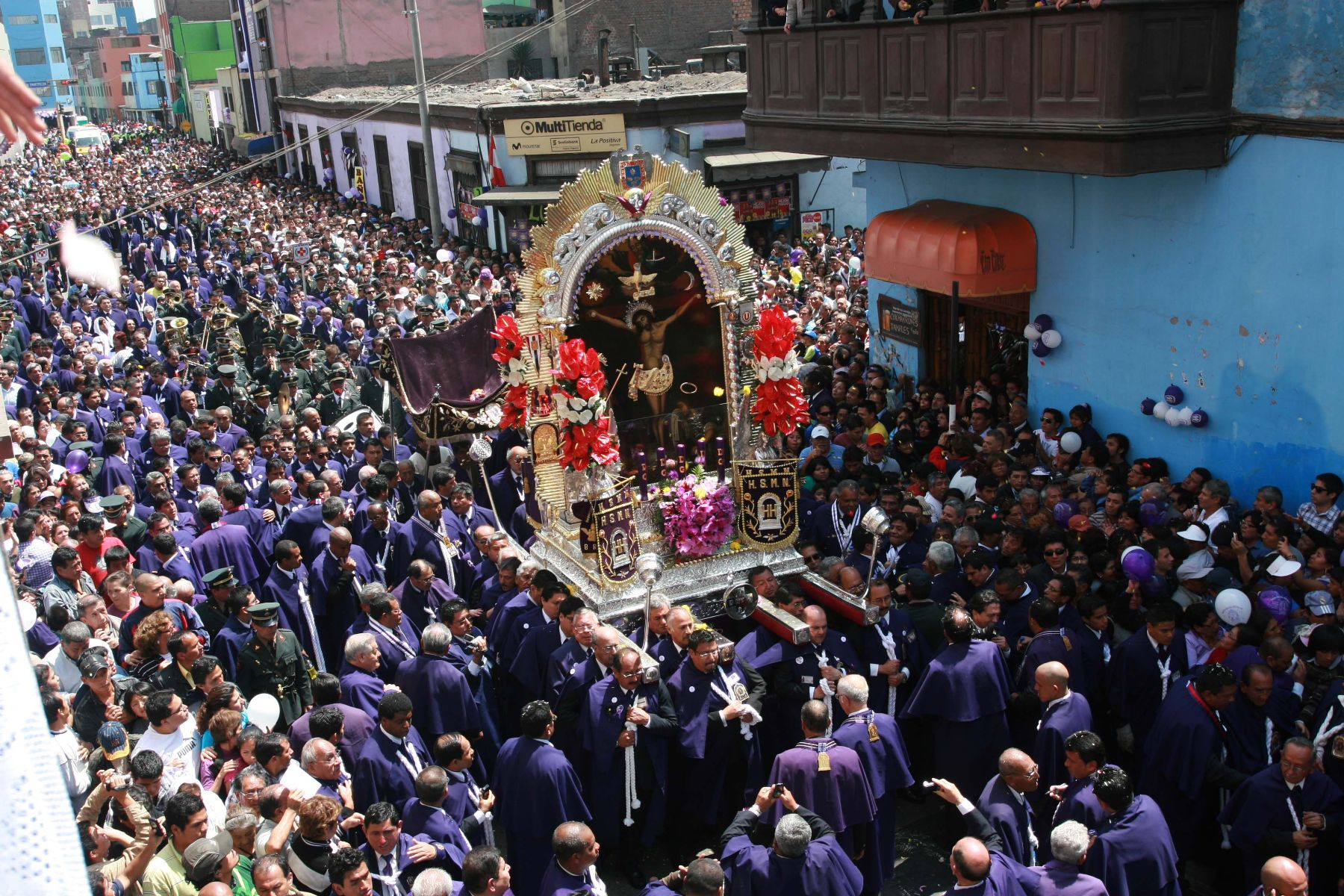
Procesí Pána zázraků v Limě, Perú (uctění obrazu světce).

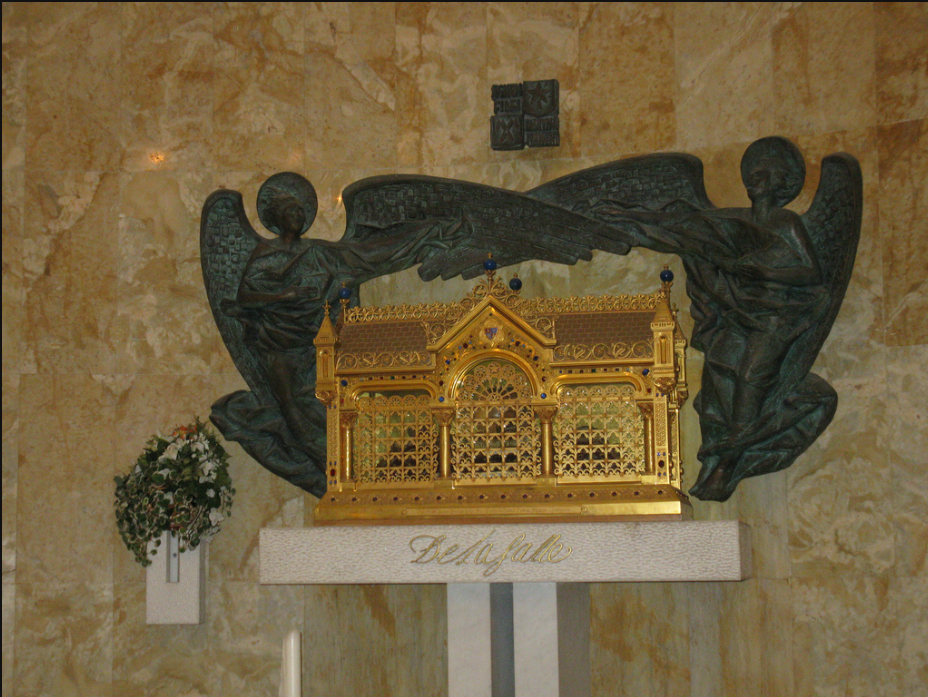
Relikvie svatého Jana Křtitele de la Salle v Římě, Itálie (uctění relikvie svatého).

Kult svatých provází převážnou část dějin církve, ačkoliv jeho intenzita se v průběhu vývoje měnila. Byl přejat křesťany z judaismu a tradičního pohanského náboženství Říma v průběhu 2. až 3. století a již od počátku 5. století vedl k obchodu s ostatky svatých. Ve středověku nabyl kult svatých značné obliby a rozměrů, například kostely jsou zasvěcovány světcům, na což reaguje reformace odmítáním úcty ke svatým. Přebujelost kultu svatých, zejména ve sféře lidové zbožnosti, si uvědomuje i sama katolická církev, která se jej v několika vlnách snaží omezit na rozumnou míru, naposledy po Druhém vatikánském koncilu. Kromě katolických církví sjednocených s Římem uctívají svaté také pravoslavní křesťané, zatímco protestantské církve kult svatých neuznávají.

## Základní pojetí
Kult svatých je zaměřen na zobrazování a uctívání významných svatých v historii křesťanské církve. V různých časových obdobích byl kult svatých zdrojem konfliktů různých vrstev křesťanské společnosti a různých zájmových skupin. Církevní hierarchie se obvykle snažila kontrolovat rozsah kultu a jeho významnost, jelikož vytvářel problém centralizace křesťanské víry. Pro většinu lidí byly představy církve vzdálené a z důvodu negramotnosti většiny obyvatelstva starověku a středověku se vytvářel kult svatých a ikony, které byly pro lid mnohem bližší a hmatatelné. Pro církev tím ale vznikal problém nejednotnosti a odloučení lidí od hlavní myšlenky víry a přesměrování jejich pozornosti na postavy svatých, které byly pro obyčejného člověka mnohem bližší. Lidé se přikláněli k slovům a činům svatých podle toho, co jim bylo blízké a čemu rozuměli. Takto se vytvořily kroužky kolem svatých osob a neúmyslně se oddělily od hlavního proudu církve. Lidé uctívali patrony svých řemesel a činností, které si snáze připomínali svou prací. Toto oddělování vytvořilo rozpor v církvi, která se snažila o kontrolu nad kultem svatých a případně o jeho zrušení.
Církev se tedy snažila pomocí svatých mužů a žen vytvořit pro lid orientační body ve víře a Vzory správného křesťanského myšlení. Hlavní snaha byla představit lidem provázanost zbožného života až za hranici času a smrti. Prvotními vzory kultu svatých byli převážně mučedníci, kteří zemřeli pro svou neotřesitelnou víru a byli za ni odměněni věčným životem v ráji. Církev si jejich památku připomínala ve výroční den jejich smrti, který byl chápán jako jejich narození (narození ve věčném životě).

## Ztvárňování
Svatí jsou během dějin křesťanství často vizuálně ztvárňováni a některá tato jejich ztvárnění se stávají součástí jejich kultu, což je případ ikon či relikviářů s antropomorfními prvky. Na obrazech jsou svatí obvykle ztvárňováni se svými atributy (typické zejména v západním křesťanství) nebo se jménem světce (typické zejména v pravoslaví).

### Boj o ikony
Přestože ve Starém zákoně není doporučeno vytvářet obrazy světců, bylo nutné vytvořit model víry pro nemalý počet lidí, jenž neuměl číst. Hlavní rozkol mezi východní a západní církví byl původně spor o přirozenosti Krista. Ten se točil kolem myšlenky, zda je možné zobrazovat lidskou přirozenost Krista, když v ni některé křesťanské skupiny nevěřily a popíraly ji. Myšlenka nemožnosti ztvárnění božské přirozenosti Krista a tudíž vytváření pouze nepodstatných a nesprávných obrazů byla považována za heretickou a nebezpečnou. Lidé se také začali klanět obrazům svatých, především Panny Marie. Proto se církev rozhodla, že je lepší uctívání obrazů úplně zakázat.
Křesťanský lid si obrazy světců velmi oblíbil a začal je rozšiřovat, proto byli i mnozí biskupové nuceni začít bránit jejich šíření. Přesto Trullská synoda v Konstantinopoli (692) podpořila zobrazování Krista. Obrazoborectví se šířilo, až císař Lev III. roku 730 vydal zákaz uctívání obrazů pro celou říši. Vzniklý boj rozdělil lid, většina se s pomocí mnichů nadále snažila o zachování obrazů. Když se papež Řehoř III. vyslovil na říšské synodě proti císařskému opatření, způsobil vyostření konfliktu východní a západní církve.
Obrazoborectví vyvrcholilo za vlády Konstantina V. Koncil v Hierei nařídil r. 754 zničení všech obrazů náboženského obsahu. Ve Východořímské říši započalo pronásledování a popravy zvláště mnichů, kteří byli téměř vyhubeni. Boj zastavila až císařovna Irena, která r. 787 svolala 7. ekumenický koncil nikajský, na němž oficiálně obnovila uctívání obrazů. Koncil vyjasnil spor rozlišením pojmů klanění a uctívání. Klanění (latreia) je určeno pouze Bohu, úcta (proskynésis) může být projevována i tvorům. Koncil vytvořil pojetí, podle kterého uctívání obrazů znamená uctívat zobrazeného.
Rozhodnutí koncilu svolaného císařovnou Irenou velice pobouřilo Karla Velikého, především pro to, že nebyl požádán o vyslovení svého názoru, což bylo chápáno jako porušení rovnoprávnosti mezi Východem a Franckou říší. Karel Veliký na toto rozhodnutí reagoval zrušením jednání o sňatku s Irenou a vyslovil se přímo proti rozhodnutí koncilu. Svými rozhodnutími a činy se pokoušel vyrovnat Byzantské říši.

## Kult Panny Marie
Mariánský kult se v katolické církvi považuje za nejvýznamnější zbožnou úctu. Teologické spory kolem Ježíšovy matky se řešily velmi dlouhou dobu a postupně k nim některé přibývaly. Sporů týkající se Panny Marie začínají ve 4. stol. n. l. a trvají víceméně dodnes. Církev v zásadě nikdy nebyla přímo proti mariánské úctě, Marie jako matka Ježíše měla své jasné místo, které bylo podle církve nezpochybnitelné. Mariánský kult se rychle šířil po východním i západním křesťanském světě a přitahoval velké množství lidí i řeholníků. Představa, že by se matka mohla přimluvit u svého syna, byla velice lákavá pro prostý lid, a zřejmě proto byl mariánský kult tak oblíbený.

## Pojmy
- Relikvie: Jedná se o tělesný pozůstatek nebo předmět, který byl v tělesném kontaktu s nějakým světcem či blahořečeným. Na druhém nikajském koncilu bylo přijato uctívání ostatků, ale bylo zakázáno s nimi obchodovat. První křesťané budovali svatyně a oltáře nad hroby mučedníků, později se vyvinul zvyk ukládání ostatků mučedníků nebo jiných svatých do každého oltáře.[6]
- Idolatrie (Ikonolatrie): Modloslužba, doslova kultovní služba, čili klanění se obrazům. Výraz se používá pro všechny formy úcty vzdávané stvořeným věcem, kterým se přisuzuje božská moc.[7]
- Ikona: Malba s posvátným námětem, často přenosná, zhotovená na dřevěných deskách zvláštní technikou, pocházející z východu.[7]
- Ikonoklasmus: Obrazoborectví. Tímto výrazem se označuje organizovaný boj proti uctívání obrazů.[7]
- Beatifikace: Prohlášení za blahoslaveného.
- Kanonizace: Prohlášení za svatého.